# Ветра (футбольный клуб)
«Ве́тра» (лит. Futbolo Klubas Vėtra) — литовский футбольный клуб из города Вильнюс. Клуб выступал с 2001 года (исключение сезон 2002/2003) в высшем Литовском дивизионе А лиге. Команда основана в 1996 году в городе Рудишкес Тракайского района, в 2004 году команда переехала в столицу. В 2010 году из-за финансовых трудностей вычеркнут из участников чемпионата и затем расформирован.

## Достижения
- 2 место Чемпионат Литвы — 2009
- 3 место Чемпионат Литвы — 2003, 2006, 2008
- Финалист Кубка Литвы — 2003 (весна), 2005, 2008, 2010

## Выступления в еврокубках
| Сезон     | Турнир           | Раунд                         | Соперник        | Дома  | В гостях | Общий счёт |  |
| --------- | ---------------- | ----------------------------- | --------------- | ----- | -------- | ---------- |  |
| 2004      | Кубок Интертото  | Первый раунд                  | Нарва-Транс     | 3:0   | 1:0      | 4:0        |  |
| 2004      | Кубок Интертото  | Второй раунд                  | Хиберниан       | 1:0   | 1:1      | 2:1        |  |
| 2004      | Кубок Интертото  | Третий раунд                  | Эсбьерг         | 1:1   | 0:4      | 1:5        |  |
| 2005      | Кубок Интертото  | Первый раунд                  | Клуж            | 1:4   | 2:3      | 3:7        |  |
| 2006      | Кубок Интертото  | Первый раунд                  | Шелбурн         | 0:1   | 0:4      | 0:5        |  |
| 2007      | Кубок Интертото  | Первый раунд                  | Лланелли        | 3:1   | 3:5      | 6:6 (гв)   |  |
| 2007      | Кубок Интертото  | Второй раунд                  | Легия           | 3:0 1 | +:− 2    | +:−        |  |
| 2007      | Кубок Интертото  | Третий раунд                  | Блэкберн Роверс | 0:2   | 0:4      | 0:6        |  |
| 2008/2009 | Кубок УЕФА       | Первый квалификационный раунд | Викинг          | 1:0   | 0:2      | 1:2        |  |
| 2009/2010 | Лига Европы УЕФА | Первый квалификационный раунд | Гревенмахер     | 3:0   | 3:0      | 6:0        |  |
| 2009/2010 | Лига Европы УЕФА | Второй квалификационный раунд | ХИК             | 0:1   | 3:1      | 3:2        |  |
| 2009/2010 | Лига Европы УЕФА | Третий квалификационный раунд | Фулхэм          | 0:3   | 0:3      | 0:6        |  |

1 Матч был прерван после начала второго тайма при счёте 2:0 из-за беспорядков на трибунах. 11 июля 2007 решением Контрольно-дисциплинарной инстанции УЕФА «Легия» исключена из текущего Кубка Интертото и дисквалифицирована на один еврокубковый сезон из-за беспорядков с участием польских болельщиков. Польскому клубу засчитано поражение со счетом 0:3.
2 Дисквалификация «Легии»

## Тренеры
- Валдас Иванаускас 2004
- Александр Тарханов 2007
- Виргиниюс Любшис 2008—2010

## Создание нового клуба
В 2014 году в Рудишкесе был создан новый клуб «Ветра».